# Wednesday 13 (Band)
Wednesday 13 ist eine US-amerikanische Horrorpunk-Band, die 2004 gegründet wurde. Benannt wurde sie nach dem Pseudonym des Sängers und Gitarristen Wednesday 13.

## Werdegang
Wednesday 13 war nach den Frankenstein Drag Queens from Planet 13 als Sänger bei den Murderdolls aktiv. Als diese Gruppe eine längere Pause einlegte, auch weil führende Bandmitglieder andere musikalische Verpflichtungen hatten, ging Wednesday 13, der als Haupteinfluss Alice Cooper und Kiss nennt, im März 2004 auf die Solotour „Graveyard A Go-Go“ durch Großbritannien. Als Begleitband fungierte dabei Death Becomes You. Nach seiner Rückkehr in die USA machte sich Wednesday 13 im Juni 2004 auf die Suche nach Musikern für eine richtige Band, die seinen Namen tragen sollte.

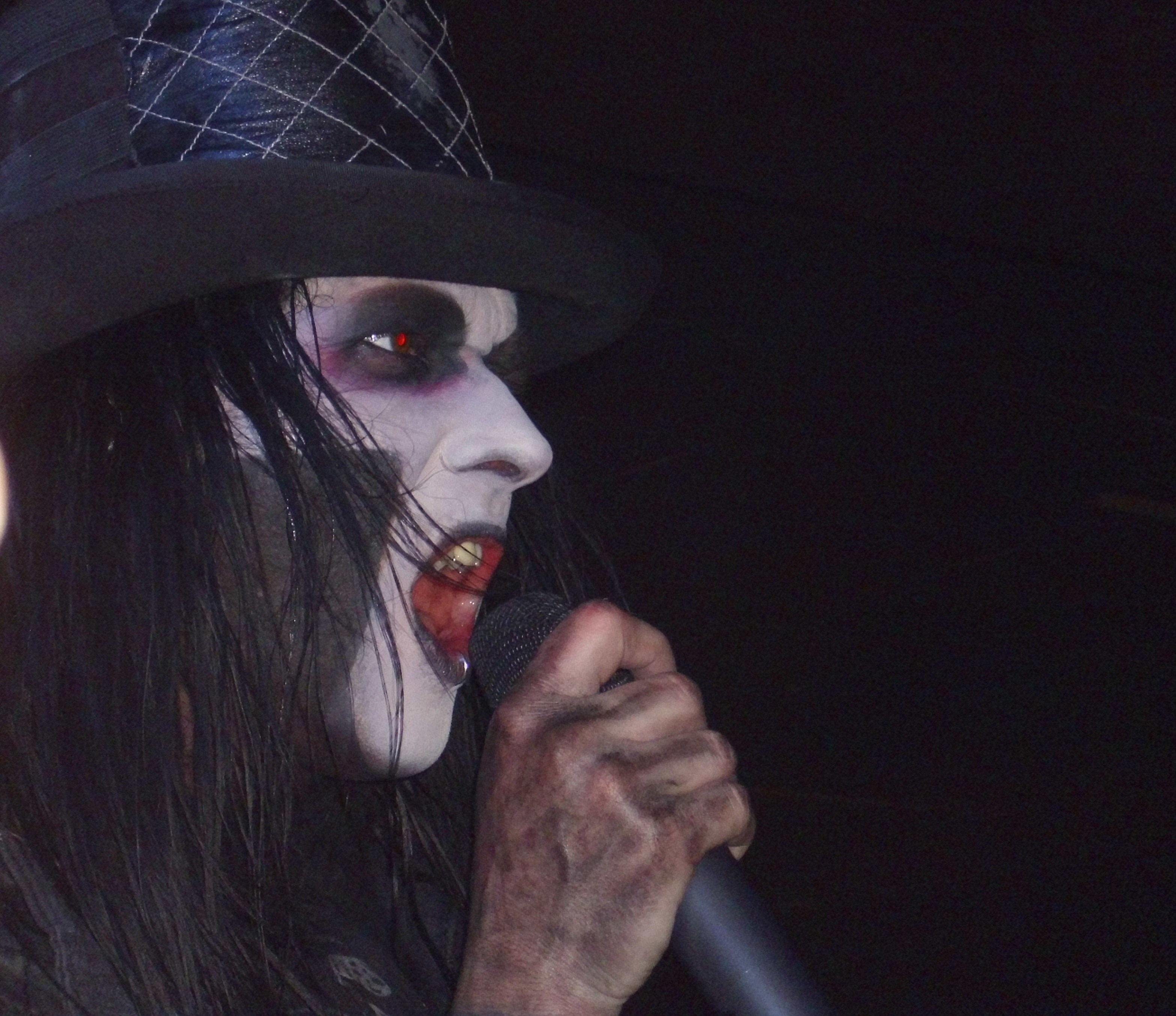
Live in Köln (2013)

Als Gitarrist stieß der ehemalige Frankenstein Drag Queens-Gitarrist Ikky zur Band. Er wurde jedoch bereits nach wenigen Monaten im September 2004 durch Piggy D ersetzt. Als Bassist war Kid Kid Teil der Truppe, das Schlagzeug bediente Ghastly. Im November 2004 ging es auf die Look What the Bats Dragged In-Tour durch Europa.
Am 12. April 2005 erschien über Roadrunner Records das erste Soloalbum von Wednesday 13, Transylvania 90210: Songs of Death, Dying, and the Dead. Ein Video entstand zu „I Walked with a Zombie“, welches stark an den Horrorfilm Night of the Living Dead angelehnt ist. Ein weiteres Video wurde zum Lied „Bad Things“ gedreht. Thorsten Wilms, Sänger der deutschen Horrorpunkband The Other und Mitbegründer des Labels Fiend Force Records lobt die Platte im Ox-Fanzine. Wednesday 13 habe damit „alles übertroffen, was er bislang veröffentlicht hat“. Man solle „die Murderdolls vergessen, denn alleine sei er unschlagbar“. Laut ihm wäre Transylvania 90210 ein „Horror-Album der Extraklasse“.
Vor den Aufnahmen zum zweiten Album trennte sich Wednesday 13 von Roadrunner Records und unterschrieb bei Rykodisc. Am 12. September 2006 erschien mit Fang Bang dieses zweite Album. Wednesday 13 spielte auf diesem Album neben dem Gesang auch die Gitarre ein. Ein Video entstand zu „My Home Sweet Homicide“. Im Vergleich zum Vorgänger klingt dieses Album schneller und fröhlicher, jedes Lied ist von einem Thema des Horrorgenres (Film und Literatur) inspiriert. Das Album sollte sich bewusst vom Vorgängeralbum und auch dem Klang der Murderdolls unterscheiden.
Im Jahr 2006 verließ Piggy D die Band, um als Bassist bei Rob Zombie einzusteigen, und wurde durch Murderdolls-Bassist Eric Griffin ersetzt. Im selben Jahr wechselte Brix Milner für Kid Kid an den Bass und Ex-Dope-Schlagzeuger Racci Shay kam für Ghastly in die Band. Mit dieser neuen Aufstellung ging die Band wieder auf Tour.
Von Oktober bis November 2007 ersetzten Staci Grim und Joe Letz kurzzeitig Griffin und Shay an Gitarre, bzw. Schlagzeug. Letzterer spielt heute bei Combichrist. Milner wurde am Bass noch im Jahre 2006 durch Nate Manor ersetzt, Griffin ein Jahr später durch J-Sin Trioxin. Von Januar bis Juni 2008 war der Murderdolls-Gitarrist Acey Slade Teil von Wednesday 13.
Das dritte Studioalbum von Wednesday 13 heißt Skeletons und erschien, nach einer groß angelegten Promotion auf MySpace, in den USA am 29. April 2008. Das Album wurde dort von Wednesday 13 ohne Plattenfirma und exklusiv in den Läden der Hot Topic-Kette vertrieben. In Europa kam Skeletons am 12. Mai 2008 in die Läden, vertrieben vom Label DR2 Records. Laut Wednesday 13 wurde dieses Album im Vergleich zum Vorgänger wieder härter, aggressiver und düsterer konzipiert.
Zeitgleich erschien die EP Bloodwork mit sechs weiteren Stücken. Bloodwork sollte eigentlich nur als Download erhältlich sein. Die Veröffentlichung von Bloodwork war normalerweise einen Monat nach Skeletons geplant, durch ein Missgeschick erschienen EP und Album jedoch gleichzeitig. Die Band entschied sich zum weiteren Verkauf über das Internet; die EP wurde jedoch auch auf der anschließenden Tour als CD verkauft und anschließend regulär veröffentlicht. Raccy Shay wurde im Jahr 2008 durch Johnny Chops ersetzt.

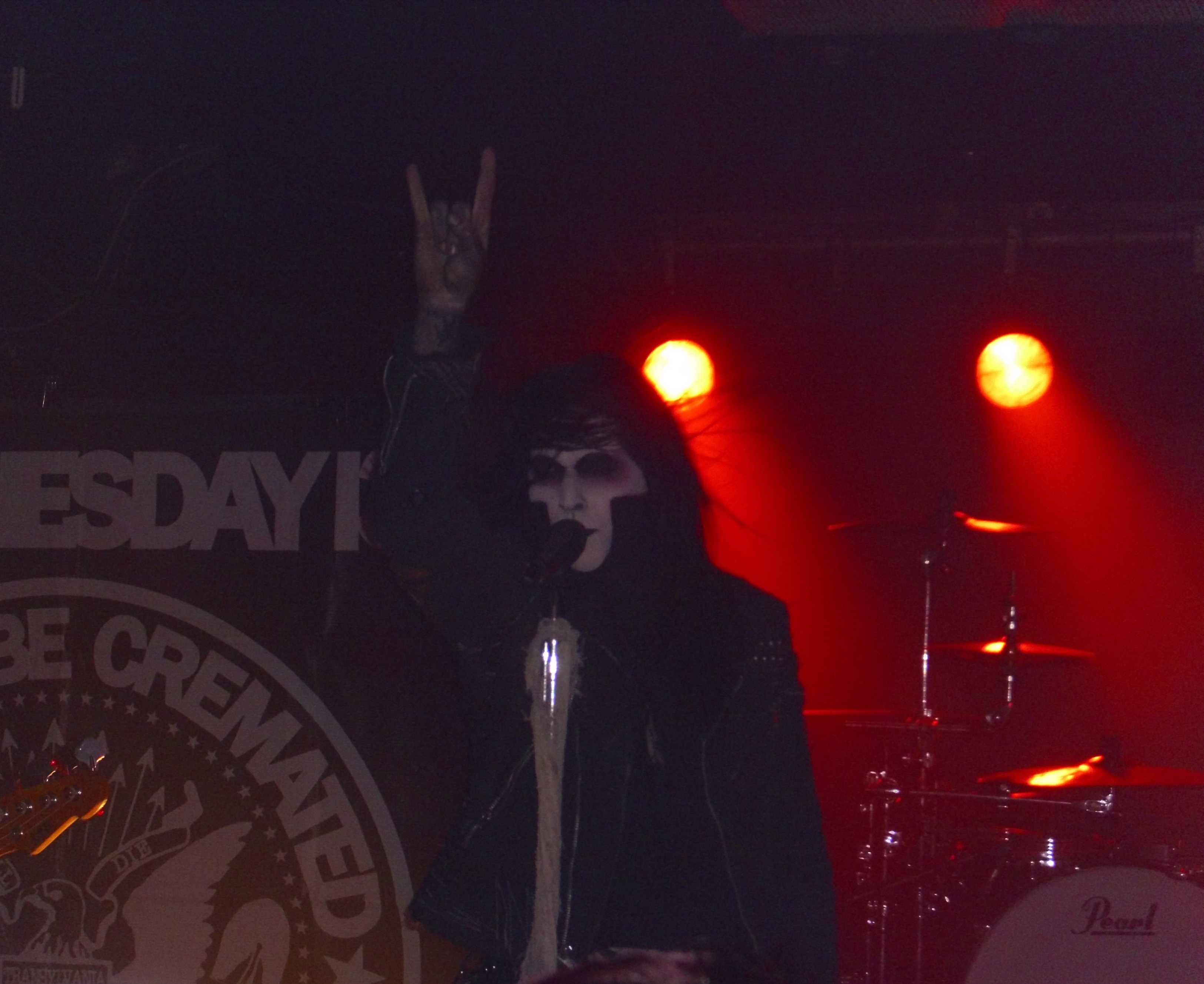
Live in Köln (2013)

Ende 2008 veröffentlichten Wednesday 13 ihre erste Live-CD/DVD mit dem Titel Fuck It, We’ll Do It Live. Dabei handelt es sich um den Mitschnitt eines 2008 gespielten Konzertes in Allentown, Pennsylvania. Laut Wednesday 13 wurde dabei nichts nachbearbeitet, die Stücke sollten genau so klingen, wie bei einem Live-Konzert: „If we make a mistake, you will hear it. If my voice cracks, you hear it. This is as close to a live experience as we could give.“ Der Titel des Live-Albums bezieht sich dabei auf ein Zitat des Moderators Bill O’Reilly. In einem Gespräch mit der Zeitschrift SF Weekly äußert sich Wednesday 13 außerdem zur aktuellen Bandkonstellation, mit der er sich sehr zufrieden zeigt. Er habe im Laufe der Jahre viele Bandmitglieder, aus verschiedenen Gründen, kommen und gehen sehen, aber oft gab es Eifersüchteleien und kreative Differenzen.
Laut eigenen Angaben ist die Band in Europa, vor allem in England, wo die größte Fanbasis liegt, viel beliebter als in ihrem Heimatland.
Im Juni 2009 gab Wednesday 13 die Gründung der neuen Band Gunfire 76 bekannt. Diese hob er zusammen mit Todd Youth, vormals Gitarrist bei Danzig und Samhain und später bei Son of Sam, aus der Taufe. Die Gruppe Wednesday 13 pausierte vorübergehend, da sich Wednesday 13 mit Gunfire 76 vorerst einem anderen musikalischen Stil widmen wollte. Ende 2009 wurde über soziale Medien wie Twitter und Facebook bekannt gegeben, dass Joey Jordison und Wednesday 13 an einem Neuen Murderdolls-Album arbeiten, welches dann im Jahr 2010 unter dem Namen Women and Children Last erschien. Dabei wurde die Band mit Roman Surman, Jack Tankersly und Racci Shay neubesetzt. Die Gründe zur Neubesetzung sind nicht bekannt, allerdings war Roman Surman vorher über mehrere Jahre als Roadie für Wednesday 13 aktiv und hat bei Gunfire 76 den Part der Gitarre übernommen, womit er sich für die Murderdolls als Ersatz für Acey Slade anbot, Jack Tankersly, der vorher bei Bullets and Octan tätig war, wechselte direkt nach der gemeinsamen Tour mit Gunfire 76 zu Wednesday13 und den Murderdolls und Racci, der 2008 die Band aufgrund eines Trauerfalls verlassen musste, stieg direkt 2010 wieder mit ein. Mit den Murderdolls wurden im Laufe der Zeit zwei Europa Touren bestritten, ehe sie sich im Jahr 2013 wieder auflösten. Hierzu übernahm Wednesday 13 direkt das Murderdolls Line up und integrierte sie in seine Hauptband, bis auf den Unterschied, das Jack Tankersly vom Bass an die Rhythmusgitarre gewechselt ist und als neuer Bassist Tryo Doebbler hinzukam.
Im Oktober 2011 erschien das aktuelle Studioalbum mit dem Titel Calling All Corpses. 2012 erschien eine EP namens Spook & Destroy mit Neuaufnahmen, Remixen und zwei neuen Titeln. Im Jahr 2013 erschien direkt ein Nachfolge-Album mit dem Titel The Dixie Dead welches musikalisch wieder etwas mehr an die beiden Alben Transylvania 90210 und Fang Bang anlehnen. im Jahr 2014 erschien das Unplugged-Album Undead, welches Wednesday’s größte Hits in Acoustic-Versionen beinhaltet sowie eine 4-CD-Kompilation namens Dead Meat: 10 Years of Blood, Feathers and Lipstick, welche neben Remixversionen vieler seiner Songs auch diverse Demoaufnahmen und unveröffentlichtes Material beinhalten. Im Jahr 2015 erschien das sechste Studioalbum Monsters of the Universe und feierte mit der Auskopplung des Songs Keep Watching the Sky seinen großen Hit.
Wednesday 13 gab bekannt, im Frühjahr 2017 sein siebtes Studioalbum zu veröffentlichen, unter dem Namen Condolences („Beileid“/„Beileidsbekundung“), will er das Album mit Chris „Zeuss“ Harris zusammen produzieren, der schon mit ihm zusammen an Women and Children Last gearbeitet hat. Das Album wurde für den 2. Juni 2017 angekündigt. Vorab erschienen die Singles What the Night Brings und Blood Sick mit dazugehörigen Videos.

## Stil

### Musik
Musikalisch bewegt sich die Band Wednesday 13 zwischen den Genres Horrorpunk und Metal. Charakteristisch ist neben der rauen, kratzigen Stimme von Wednesday 13 die hohe Einprägsamkeit der Gesangsmelodien sowie die oft einfachen Liedstrukturen. Balladen finden sich nur gelegentlich auf den Alben der Gruppe. Skeletons bietet härtere und düstere Töne als die Vorgängeralben. Die komplette Musik wird dabei allein von Sänger Wednesday 13 geschrieben.

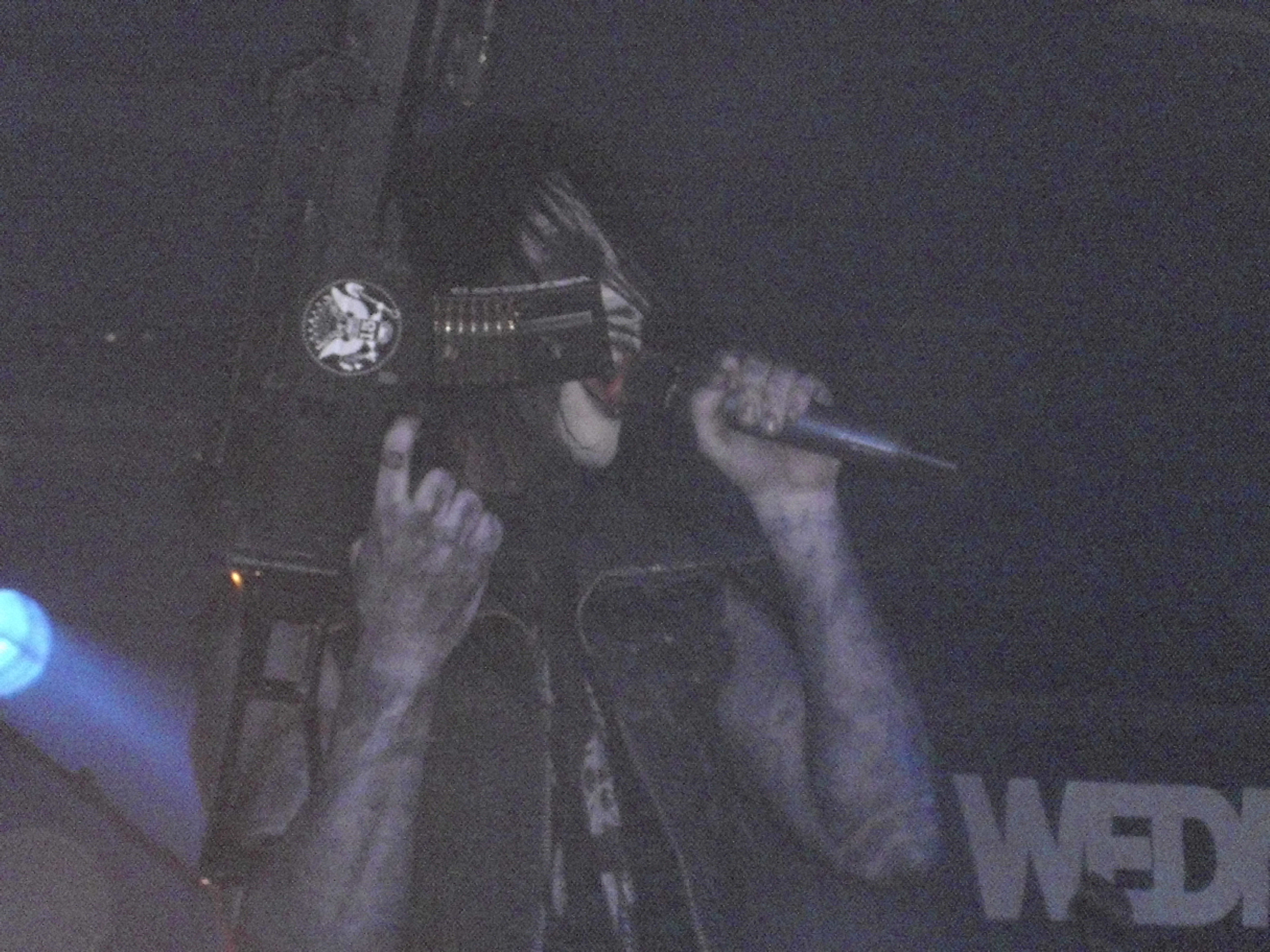
Live in Köln (2013)

### Lyrik
Stark beeinflusst werden die Texte durch populäre Horrorfilme und B-Movies aus dem Zombiefilm-Genre. So handelt zum Beispiel jedes Lied auf Fang Bang von einem anderen Horrorfilm. Oftmals halten Wortspiele, Ironie, schwarzer Humor und Sarkasmus Einzug in die Texte der Band. Dies ist vor allem auf den ersten beiden Alben der Band der Fall. Zu den Texten äußerte sich Wednesday 13 folgendermaßen: „Ich liebe das Übertriebene und den Humor. Nimm eine Band wie AFI, die ich sehr schätze, aber bei denen fehlt mir immer der Humor. Sogar bei den Misfits vermisste ich immer den Witz, wobei ich mich gefragt habe, wie ernst man bleiben kann, wenn man über Teenager vom Mars singt. Meine Songs sollen eben abgedreht und verrückt sein, so dass man auch über die skurrilen Texte lachen kann.“
Skeletons ist weitaus persönlicher und handelt teilweise vom Leben Wednesdays und von ernsteren Themen wie Depression und Alkoholismus. Dazu meinte Wednesday 13: „Ich habe Skeletons zu einer Zeit geschrieben, in der ich kontinuierlich betrunken war. Ich hab mich in mein Zimmer gesetzt, Jack Daniels und Cola getrunken und bis fünf Uhr früh Songideen aufgenommen. Morgens wusste ich nicht mehr, was ich komponiert hatte, und war beim Abhören sehr überrascht von den ernsten Texten. Die Worte waren ehrlich und spontan und kamen von tief in mir. Vielleicht gerade, weil ich sie durch den Alkohol quasi unbewusst aufgenommen habe. Ich fühlte mich immer mehr so, als würde ich in ein tiefes, schwarzes Loch fallen und wurde immer unkontrollierter. Meine Texte zu lesen, machte mir auch irgendwie Angst. Das Album hat mich also quasi gerettet.“
Wie die Musik, werden auch die Texte nur von Wednesday 13 verfasst.

## Diskografie

### Alben
- 2005: Transylvania 90210: Songs of Death, Dying, and the Dead
- 2006: Fang Bang
- 2008: Skeletons
- 2008: Fuck It, We’ll Do It Live (Live-CD + DVD)
- 2011: Calling All Corpses
- 2013: The Dixie Dead
- 2014: Undead (Unplugged-Album)
- 2014: Dead Meat: 10 Years of Blood, Feathers & Lipstick (4-CD-Kompilation)
- 2015: Monsters of the Universe - Come Out and Plague
- 2017: Condolences
- 2019: Necrophaze
- 2022: Horrorfier
- 2025:  Mid Death Crisis

### EPs
- 2008: Bloodwork
- 2010: Xanaxtasy
- 2011: Re-Animated (herunterladbare 6-Lieder-Remix-EP)
- 2012: Spook and Destroy
- 2014: Tunes from the Crypt V.1 (7"-Vinyl-Single)
- 2020:   Antidote (Stream/Download)

## Trivia
- Die Band veröffentlichte bisher vier Coverlieder: Burn the Flames von Roky Erickson, sowie R.A.M.O.N.E.S. von Motörhead erschienen auf Fang Bang. Ersteres exklusiv in Nordamerika, Letzteres in Europa und Japan. Auf Bloodwork wurde Runnin’ Down a Dream von „Tom Petty and the Heartbreakers“ interpretiert. Auf dieser EP befindet sich zudem eine neu eingespielte Fassung des Liedes I Love to Say Fuck der „Frankenstein Drag Queens from Planet 13“.